# Shrewsbury (Pennsilvània)
Shrewsbury és una població dels Estats Units a l'estat de Pennsilvània. Segons el cens del 2000 tenia 3.378 habitants.

## Demografia
Segons el cens del 2000, Shrewsbury tenia 3.378 habitants, 1.330 habitatges, i 942 famílies. La densitat de població era de 741,1 habitants/km².
Dels 1.330 habitatges en un 32,3% hi vivien nens de menys de 18 anys, en un 61,4% hi vivien parelles casades, en un 7,1% dones solteres, i en un 29,1% no eren unitats familiars. En el 26,1% dels habitatges hi vivien persones soles el 14,6% de les quals corresponia a persones de 65 anys o més que vivien soles. El nombre mitjà de persones vivint en cada habitatge era de 2,54 i el nombre mitjà de persones que vivien en cada família era de 3,08.
Per edats la població es repartia de la següent manera: un 25,7% tenia menys de 18 anys, un 6% entre 18 i 24, un 28,5% entre 25 i 44, un 26,2% de 45 a 60 i un 13,6% 65 anys o més.
L'edat mediana era de 40 anys. Per cada 100 dones de 18 o més anys hi havia 88,7 homes.
La renda mediana per habitatge era de 49.983$ i la renda mediana per família de 57.358$. Els homes tenien una renda mediana de 39.107$ mentre que les dones 32.196$. La renda per capita de la població era de 20.292$. Entorn del 2,4% de les famílies i el 4,7% de la població estaven per davall del llindar de pobresa.

## Poblacions més properes
El següent diagrama mostra les poblacions més properes.